# Pothyne laevifrons
Pothyne laevifrons är en skalbaggsart som beskrevs av Stefan von Breuning 1943. Pothyne laevifrons ingår i släktet Pothyne och familjen långhorningar. Inga underarter finns listade i Catalogue of Life.